# Jozo Tomasevich
Jozo Tomasevich (nacido Josip Tomašević; Košarni Do, 1908-Palo Alto, 1994) fue un historiador estadounidense de origen yugoslavo experto en la historia económica y política de Yugoslavia.

## Biografía
Nació en la localidad dálmata de Košarni Do en 1908, entonces parte del Imperio austrohúngaro. Tomasevich, que se doctoró en Economía en la Universidad de Basilea, se trasladó a los Estados Unidos en 1938.
Fue autor de títulos como Peasants, Politics, and Economic Change in Yugoslavia (1955), o War and Revolution in Yugoslavia, 1941-1945; The Chetniks (1975). War and Revolution in Yugoslavia 1941-1945: Occupation and Collaboration, el material del segundo ejemplar de una serie inacabada de tres volúmenes que comenzó con Chetniks, fue editado de forma póstuma por su hija Nina para ser publicado en 2001.
Falleció el 15 de octubre de 1994.